# Demon's Crest
Demon's Crest, conocido en Japón como Demon's Blazon (デモンスブレイゾン 魔界村 紋章編 Demonsu Bureizon Makaimura Monshō-hen?, traducible como "Emblema del demonio: Pueblo del mundo demoníaco, capitulo del emblema") es un videojuego de SNES lanzado por Capcom en 21 de octubre de 1994 en Japón. Es una precuela y es el tercer juego de la serie Gargoyle's Quest, y la franquicia de Ghosts 'n Goblins.
En este videojuego, te adentrarás en el personaje Firebrand un demonio que después de una guerra entre demonios y humanos, reunió los seis blasones (fuego, tierra, agua, aire, tiempo y cielo) que existían para dar poderes inimaginables al demonio que los poseía. Como Firebrand se encontraba cansado por las arduas peleas que tuvo que realizar para poder obtenerlos, Phalanx, su archienemigo, aprovechó la situación y lo derrocó, obteniendo los blasones que él había recolectado.

## Estilo de juego
El juego combina el estilo de plataformas convencional con elementos del RPG. Cada nivel está dividido en seis áreas principales que se pueden volver a jugar, de modo que el jugador deberá regresar a ciertos puntos del juego, con nuevas habilidades, para acceder a otros lugares, conseguir objetos o luchar contra jefes que antes no estaban disponibles.
Las principales habilidades de Firebrand son su aliento de fuego, sus garras para trepar paredes y sus alas para planear (aunque no puede volar alto). En la medida en que Firebrand consigue los blasones, éstos le conceden poderes especiales.

## Reedición
Demon's Crest fue relanzado en 2014 para la Consola Virtual de Nintendo y, en 2017, para la tienda de Consola Virtual de Nintendo 3DS.